# Albrecht von Wallenstein
Albrecht Wenzel Eusebius von Wallenstein of Waldstein (Tsjechisch: Albrecht Václav Eusebius z Valdštejna) (Hermanitz an der Elbe, Bohemen, 24 september 1583 - Eger, 25 februari 1634), hertog van Friedland en Mecklenburg, vorst van Sagan, was een opperbevelhebber van de keizerlijke troepen tijdens de Dertigjarige Oorlog.
Wallenstein streed aan de kant van de keizer Ferdinand II en de Katholieke Liga tegen de Protestantse Unie (alliantie) binnen het Heilige Roomse Rijk, Denemarken en Zweden. Later viel hij echter in ongenade. Hij werd van verraad verdacht en door officieren van de keizer gedood.

## Jeugdjaren
Albrecht von Wallenstein kwam uit een lutherse adellijke familie, genaamd Waldstein, met een klein landgoed in Bohemen. Zijn moeder Margareta von Smirzicz (Tsjechisch: Markéta Smiřická of Smiřice) stierf in 1593. Zijn vader Wilhelm von Waldstein stierf in 1595. Op zijn elfde jaar was hij dus wees en werd hij verder opgevoed door een oom. Wallenstein bezocht de protestantse universiteit in Altdorf bei Nürnberg. Van 1600 tot 1602 ging hij op Grand tour. De reis voerde hem door het Heilige Roomse Rijk, Frankrijk en Italië. Wallenstein, die al tweetalig Duits en Tsjechisch was opgevoed, leerde in Italië de Italiaanse taal. Na zijn terugkeer studeerde hij in 1606 af aan de Palacký-Universiteit Olomouc. Door zijn contacten met jezuïeten besloot hij zich tot het katholicisme te bekeren. De historische literatuur geeft verschillende jaren waarin deze bekering heeft plaatsgevonden, maar ergens tussen 1602 en 1606.

## Loopbaan
In de Uskokoorlog deed hij voor het eerst van zich spreken, bij de verdediging van Gradisca d'Isonzo. Toen de standen van het koninkrijk Bohemen in 1618 tegen keizer Ferdinand II in opstand kwamen (de Boheemse opstand, van 1618 tot 1621), bleef Wallenstein de keizer trouw en hielp hij bij het neerslaan van de opstand. Hij werd daarvoor rijkelijk beloond met geconfisqueerde landgoederen van opstandelingen. Als gevolg daarvan kon hij zich vanaf 1624 hertog van Friedland noemen.
Toen de keizer in 1625 in de oorlog opnieuw in moeilijkheden geraakte, bood Wallenstein aan om op eigen kosten een leger van 20.000 man op de been te brengen. Die kosten zou hij kunnen terugverdienen met oorlogsbuit. Wallensteins principe was "de oorlog moet de oorlog voeden": de troepen leefden grotendeels van plundering van de landstreken waar ze doorheen trokken.
Op 25 april 1626 behaalde het door Wallenstein aangevoerde keizerlijke leger bij Dessau een glorierijke overwinning op het protestantse leger onder graaf Peter Ernst II van Mansfeld. In hetzelfde jaar liet hij ook een ondergeschikte, Juraj V Zrinski, vergiftigen na een verbaal duel. Diens "scherpe tong" en ridderlijkheid waren reeds langer een doorn in het oog van Wallenstein.
In 1627 en 1628 veroverden de legers van Wallenstein grote delen van Noord-Duitsland, waaronder Pommeren en Mecklenburg, op de protestanten. Het doel van Wallenstein was om van het Heilige Roomse Rijk een eenheidsstaat te maken, waar alle vorsten en edelen aan de keizer zouden zijn onderworpen. Zelf werd hij voor zijn prestaties door de keizer beloond met benoeming tot hertog van Mecklenburg.
De successen van het keizerlijke leger verontrustten echter enkele buurlanden, zoals Zweden, dat bang was dat het protestantisme in Noord-Duitsland ten onder zou gaan, en Frankrijk, waar Richelieu, ook al was hij zelf een katholiek kardinaal, tot alle prijs de opkomst wilde voorkomen van een sterke Duitse eenheidsstaat onder Oostenrijkse leiding. De Habsburgers waren weliswaar katholiek, maar toch ook Frankrijks grootste vijanden. Deze bekommernis leidde tot de landing van een sterk Zweeds leger op de kust van Pommeren.
Op aandringen van zowel katholieke als protestantse Duitse vorsten, die evenmin van een sterke eenheidsstaat waren gediend, had keizer Ferdinand III zich inmiddels genoodzaakt gezien om Wallenstein te ontslaan. Toen de Oostenrijkse bevelhebber Johan 't Serclaes van Tilly echter in 1631 in de slag bij Breitenfeld verpletterend werd verslagen door Gustaaf II Adolf van Zweden, deed de keizer opnieuw een beroep op Wallenstein, die beloofde op eigen kosten een leger van 50.000 man op de been te zullen brengen, maar daarvoor wel als voorwaarde stelde dat hij als generalissimus buitengewoon verreikende volmachten zou krijgen. De keizer kon in zijn benarde positie niet anders dan instemmen met deze voorwaarden.
Inmiddels hadden de Zweden en hun protestantse bondgenoten de katholieke legers verdreven uit heel Noord-Duitsland, inclusief het door de keizer aan Wallenstein toegewezen Mecklenburg. Wallenstein probeerde de Zweden en hun Saksische bondgenoot tot staan te brengen, maar werd in 1632 in de Slag bij Lützen verslagen. Een groot verlies voor de Zweden was evenwel dat de begenadigde veldheer Gustaaf Adolf in deze slag sneuvelde.

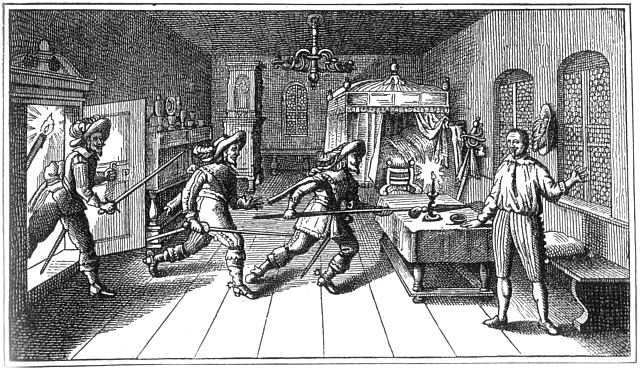
De moord op Wallenstein

In de strijd tegen de Zweedse en Saksische troepen in Silezië toonde Wallenstein zich naar de smaak van de keizer niet doortastend genoeg. Ook liet hij na om een Zweedse invasie in Beieren te keren. Bovendien was Wallenstein - overigens met dekking van de keizer - besprekingen met de Zweden begonnen om te verkennen op welke voorwaarden er vrede zou kunnen worden gesloten.
Lasteraars wisten de situatie zo voor te stellen dat de keizer ging geloven dat Wallenstein verraad in de zin had. Of dat werkelijk het geval was, is nooit definitief opgehelderd. De keizer begon in elk geval genoeg te krijgen van deze veldheer, die al te machtig was geworden dankzij zijn vele militaire successen. In 1634 werd Wallenstein in de Boheemse grensstad Eger in opdracht van de keizer door enkele van zijn officieren vermoord.

## Privéleven
In 1609 trouwde Wallenstein met een rijke weduwe, Lukretia Nikessin von Landek. Als weduwnaar hertrouwde Wallenstein in 1623 met Isabella, een dochter van graaf Harrach. Haar zuster was reeds met zijn neef getrouwd. In 1627 werd Wallenstein hertog van Friedland in Noord-Bohemen. Hij bezat kasteel Valdštejn in Noord-Bohemen en het barokpaleis Valdštejnsky in Praag.